# YOUR STORY (DEEPのアルバム)
『YOUR STORY』（ユア ストーリー）は、DEEPの3枚目のアルバム。2012年2月15日に、rhythm zoneから発売。

## 解説
- 前作の『LOVE STORY』から約1年ぶりのアルバムである。
- 初回限定豪華盤（CD＋3DVD）、通常盤2形態（CD+DVD、CDのみ）の合計3形態でのリリース。
- 収録曲は、6枚目のシングル「君じゃない誰かなんて〜Tejina〜」から8枚目のシングル「Callin You」までのカップリングを含めた6曲と新曲6曲、カヴァー曲一曲、ボーナストラック1曲を含む全14曲を収録。
- DVDには4曲のビデオクリップとメイキングを収録。
- 初回限定豪華盤には「DEEP LIVE TOUR 2011 “未来への扉”FINAL in 日本武道館～2011.5.31」のライブ映像(DVD2枚)が付属。
- 「Callin You」のPVは『memory ver.』と『feel ver.』の2ヴァージョンを収録。

## 収録曲

### CD/DISC-1
1. Intro 〜YOUR STORY〜 [1:17]
（作詞・作曲：STY）
2. ROCK YOUR BODY [3:34]
（作詞・作曲：STY）
3. Callin You [5:00]
（作詞・作曲・編曲：STY）
4. Make It [3:35]
（作詞：SHIROSE from WHITE JAM, NIKKI from WHITE JAM　作曲・編曲：SHIROSE from WHITE JAM, Ur.Y, SHIMADA from WHITE JAM BEATZ）
5. 君じゃない誰かなんて〜Tejina〜 [5:23]
（作詞・作曲・編曲：マシコタツロウ）
6. Tears [4:49]
（作詞・作曲・編曲：Yuuki Odagiri ）
7. Everything [6:05]
（作詞：MISIA、作曲：松本俊明、編曲：浅田将明）
8. Love Song  [5:03]
（作詞：SHIRONE from WHITE, 岡部波音、作曲・編曲：SHIRONE from WHITE, 岡部波音, nov ）
9. OHHH [4:01]
（作詞・作曲：DEEP, Jeff Miyahara、編曲：Jeff Miyahara）
10. True Love [5:01]
（作詞：YUICHIRO、作曲・編曲：藤本和則）
11. Friend [4:20]
（作詞：RYO、作曲：Erik Lidbom, SHIROSE、編曲：Erik Lidbom）
12. 約束の場所 [4:38]
（作詞：TAKA、作曲：山口寛雄、編曲：h-wonder）
13. You Are Beautiful [4:56]
（作詞・作曲：HIRO）

Bonus Track
1. Tejina〜original ver.〜 [5:21]
（作詞・作曲・編曲：マシコタツロウ）

### DVD/DISC-2
Video Clip
1. 君じゃない誰かなんて〜Tejina〜
2. True Love
3. Callin You〜memory ver.〜
4. Callin You〜feel ver.〜

Making
1. True Love
2. Callin You〜memory ver.〜

### DVD/DISC-3 (初回限定豪華盤のみ)
- 『DEEP LIVE TOUR 2011 “未来への扉”FINAL in 日本武道館～2011.5.31 』前半

1. Intro 〜LOVE STORY〜
2. HIGHER
3. キミがいるから
4. 会いたい…
5. Promise
6. Echo〜優しい声〜
7. 夢のカケラ
8. SORA〜この声が届くまで〜
9. 君じゃない誰かなんて〜Tejina〜
10. Sorry
11. Lovers Again

### DVD/DISC-4 (初回限定豪華盤のみ)
- 『DEEP LIVE TOUR 2011 “未来への扉”FINAL in 日本武道館～2011.5.31 』後半

1. COLOR Medley (You are - Miss you - Lost Moments 〜置き忘れた時間〜 - 君のいない道 - Midnight call - 24karats -type C- feat. DOBERMAN INC)
2. Baby
3. WANNA DO
4. LINKS!!
5. I Love You So
6. 未来への扉

〈Encore〉
1. Tell Me It's Real
2. For you 〜blue tears〜
3. 白いマフラー

〈Double Encore〉
1. 涙が落ちないように

- DEEP LIVE TOUR 2011“未来への扉”FINAL in 日本武道館 Document Movie